# Elektromos SE
Elektromos SE (voluit: Elektromos Sportegyesület Budapest of Budapesti Elektromos Sportegyesület) is een sportvereniging uit de Hongaarse hoofdstad Boedapest, die in 1921 werd opgericht met als naam Elektromos SC Budapest. Van 1945 tot 1951 heette de vereniging Elektromos Munkás en van 1951 tot 1957 Vasas Elektromos. Sinds 1957 wordt de naam Elektromos SE gebruikt. Ze speelden van 1936/1937 tot 1944 in de 1. Liga.
De vereniging heeft handbal-, waterpolo- en voetbalteams.

## Bekende (oud)spelers
- Antal Újváry
- Nándor Hidegkuti
- Ildikó Rejtő
- Mihály Fülöp